# Liina Luik
Liina Luik (14 oktober 1985) is een atleet uit Estland.
Liina Luik liep op de marathons van:
- Amsterdam, 2012
- Dubai, 2013
- Parelloop 2013, en 2015
- EK 2014
- WK 2015

In 2016 startte Liina Luik op de marathon op de Olympische Zomerspelen van Rio de Janeiro in 2016.

## Familie
Liina Luik is samen met Leila Luik en Lily Luik een drieling, die alle drie marathons lopen.
- World Athletics: 14434340